# Obrium brevicorne
Obrium brevicorne es una especie de escarabajo longicornio, clasificada en la tribu Obriini, de la subfamilia Cerambycinae. Fue descrita por Plavilstshikov en 1940.
La especie mide 5,88-9,72 mm de longitud y el período de actividad en adultos se presenta en mayo, junio y julio. Se distribuye por Japón, República de Corea, Rusia y China.